# Tibério Cláudio Severo Próculo
Tibério Cláudio Severo Próculo (c. 163-c. 218) foi um senador romano do século III.

## Família
Severo Próculo era um nobre romano e vinha de uma distinta, rica e proeminente família de Pompeiópolis, uma cidade na província romana da Galácia. Ele era filho do grego pôntico, senador e filósofo peripatético Cneu Cláudio Severo com sua segunda esposa, a princesa romana Ânia Aurélia Galéria Faustina. Ele tinha também ascendência italiana. Seu meio-irmão era Marco Cláudio Umídio Qadrado, um filho do primeiro casamento de seu pai que foi adotado pelo cônsul Marco Umídio Quadrado Aniano, que era sobrinho do imperador romano Marco Aurélio.
Seu avô paterno, Cneu Cláudio Severo Arabiano, era também senador, filósofo peripatético e um dos professores de Marco Aurélio, de quem se tornou amigo. Seus avós maternos eram Marco Aurélio e a imperatriz Faustina Menor. Pelo lado da mãe, Severo Próculo era, portanto, parente da dinastia nerva-antonina que governava o Império Romano. Entre suas tias e tios maternos estavam a imperatriz Lucila e o imperador Cômodo.

## História
Severo Próculo nasceu e foi criado em Pompeiópolis e não se sabe se ele compartilhava das ideias filosóficas do pai e do avô. Quando Marco Aurélio morreu, em 180, Cômodo o sucedeu.
Aparentemente Severo não estava envolvido em nenhum dos complôs para assassinar o novo imperador, seu tio. Quando ele foi finalmente assassinado, em dezembro de 192, Pertinax assumiu o trono por um curto período. Na época, Severo Próculo era um dos poucos parentes do sexo masculino sobreviventes do imperador assassinado, mas ele foi completamente ignorado.
No ano seguinte, depois das mortes de Pertinax e do imperador seguinte, Dídio Juliano, Sétimo Severo finalmente conseguiu se firmar no trono e fundou a dinastia severa. Durante seu reinado (que durou de 193 até 211), Próculo Severo serviu como senador e, em 200, foi cônsul.
Depois de deixar o cargo, ele se casou com sua prima de segundo grau pelo lado da mãe, Ânia Faustina, que era a neta da irmã de Marco Aurélio, Ânia Cornifícia Faustina e riquíssima. Depois do casamento, eles se mudaram para as extensas propriedades da mulher na Pisídia, onde se encontrou uma inscrição honorífica de 207 confirmando o casal como proprietários.
Por volta de 201, Severo e Ânia tiveram uma filha chamada Ânia Aurélia Faustina que, curiosamente, não foi batizada em homenagem ao pai. Aparentemente, Severo batizou-a em homenagem à família de sua esposa, as gens Aurélia e Ânia, o que reforçava suas ligações com a antiga dinastia deposta.
Por volta de 216, é possível que Severo tenha se aliado com um senador romano que era membro da gens Pompônia e o acordo resultou no casamento de Ânia Faustina com o político Pompônio Basso. Posteriormente, em 221, ela seria imperatriz por um curto período de tempo ao se tornar a terceira esposa de Heliogábalo (r. 218-222).